# 蘋果速銷
蘋果速銷（adMart）是香港一間已經結業的大型直銷商店，於1999年6月由創辦壹傳媒集團的商人黎智英創辦，並以私人名義擁有。蘋果速銷主要銷售食品、飲品與各種日用品，亦有出售低價電子產品。蘋果速銷當時亦創辦了專門負責送貨的送貨公司ezvan。在開業初期，蘋果速銷曾經提供商品情報，單張隨《蘋果日報》派發。

## 開業初期及經營方法
蘋果速銷透過互聯網網站 admart.com 與隨《蘋果日報》附送的購物指南，讓顧客透過網站及電話熱線訂購貨品，並由蘋果速銷以客貨車由專人把貨品送到香港各區的顧客家中，或指定地址。蘋果速銷以低於香港兩大連鎖超級市場的價格出售食品與日用品等，並免收送貨費用以吸引顧客試用速銷服務。

## 結業
蘋果速銷一直無法獲得盈利，亦無法取得明顯的市場佔有率。
蘋果速銷及ezvan最後在2000年12月11日全線結業，遣散340名員工。2000年10月，黎智英接受《商業周刊》（Business Week）訪問，曾表示蘋果速銷令他虧蝕接近10億港元。目前蘋果速銷有限公司仍未正式結束業務，只是一家沒有實質業務的空殼公司。

## 資料來源
1. ↑  The Humbling of Jimmy Lai （页面存档备份，存于） (英語) 商業周刊，2000年10月23日

## 外部連結
- 蘋果速銷 - 傳媒透視 （页面存档备份，存于） 香港電台
- 蘋果速銷的困境與出路 （页面存档备份，存于）
- 蘋果速銷關門裁員340人 （页面存档备份，存于）